# Ceradocus sheardi
Ceradocus sheardi är en kräftdjursart som beskrevs av Robert Alan Shoemaker 1948. Ceradocus sheardi ingår i släktet Ceradocus och familjen Melitidae. Inga underarter finns listade i Catalogue of Life.